# La insaciable
La insaciable es una telenovela mexicana que se transmitió por Telesistema Mexicano en 1961. Protagonizada por Carmen Montejo y Lorenzo de Rodas, y la participación antagónica de Virginia Gutiérrez.

## Elenco
- Carmen Montejo
- Lorenzo de Rodas
- Virginia Gutiérrez
- Alfonso Torres
- Alejandro Ciangherotti
- Alejandro Torres

## Datos a resaltar
- La telenovela está grabada en blanco y negro.